# Le Castelet
Le Castelet és un municipi francès situat al departament de Calvados i a la regió de Normandia. Es crea l'1 de gener de 2019, amb l'estatus de municipi nou, a partir de la fusió de Garcelles-Secqueville i Saint-Aignan-de-Cramesnil, que esdevenen municipis delegats.